# Подмейська-Воля
Подмейська-Воля (пол. Podmiejska Wola) — село в Польщі, у гміні Мехув Меховського повіту Малопольського воєводства.
Населення — 108 осіб (2011).
У 1975-1998 роках село належало до Келецького воєводства.

## Демографія
Демографічна структура станом на 31 березня 2011 року:
|          | Загалом | Допрацездатний вік | Працездатний вік | Постпрацездатний вік |
| -------- | ------- | ------------------ | ---------------- | -------------------- |
| Чоловіки | 53      | 7                  | 38               | 8                    |
| Жінки    | 55      | 5                  | 30               | 20                   |
| Разом    | 108     | 12                 | 68               | 28                   |